# Baguete
A baguete (do francês baguette) é uma variedade de pão francês característico por sua forma alongada e casca crocante.

## História
O hábito de consumir pães pequenos parece ser relativamente recente, pois no século XVIII na França era muito consumido o pão escuro - chamado de “pão do povo” - pois o alimento feito com farinha branca era consumido principalmente pela nobreza/burguesia devido ao alto preço. No século XIX a farinha branca popularizou-se e foi criado a baguete, com uma casca externa dourada e crocante e miolo interior macio. E nesse período, a elite brasileira ao viajar à França impressionou-se com a baguete. Ao retornar de viajar desejavam imitar este alimento nas padarias locais (que ainda faziam o pão escuro), predominantemente as controladas por portugueses. 

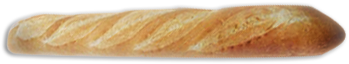
Baguete

## Recorde
Durante a Exposição Universal de 2015, realizada em Milão, padeiros italianos e franceses prepararam uma baguete de 122,4 metros e assim, entraram para o Guiness Book. Após a marca estabelecida, o pão foi coberto com o creme Nutella, fatiada em 2.400 partes e distribuídas aos visitantes da feira. A marca anterior do recorde era de um supermercado vietnamita, que preparou uma baguette de 111 metros.